# 木 (姓)
木（ぼく、Mù）は漢姓の一つ。

## 中国の姓
木（ぼく、Mù）は漢姓の一つである。2020年の中華人民共和国の統計では人数順の上位100姓に入っておらず、台湾の2018年の統計では591番目に多い姓で、81人がいる。
今日は、北京の宛平・天津の武清・河北の辛集・山東の東平・山西の太原・陝西の韓城・浙江の温州・上海の松江・広東の澄海・雲南の瀘水などの地に、やや多くの木姓の人々が居住しているが、今では多くが穆姓や沐姓などに改めている。

### 起源
起源としては以下のものが挙げられている。
1. 春秋時代の衛国の端木賜、すなわち孔子の弟子である子貢の後裔が、仇敵を避けるために復姓の端木を改めて木にしたという[1][4]。
2. 春秋時代の宋国の大夫孔金父、字は孔子木の後裔が「木」を氏としたと、臧励龢の『姓氏考略』(1921)に見えるという[1]。
  1. または一説に宋の木門大夫の後裔であると、『姓考』に見えるという[1][4]。
3. 百済の大臣八姓の中に木氏があると、『唐書』に見える[1]。後述#朝鮮の姓を参照。
4. 蒙古の名将木華黎の後裔は、漢化後、姓を木に改めた。[要出典]
5. 明代の麗江の土司阿甲阿得（ナシ族）は、その子孫が16世紀に編纂した家譜『木氏宦譜』によれば、洪武14年（1381年）の明の南征と雲南の平定の際、管轄治下の民衆を挙げて帰順したことで、征南将軍傅友徳にその功を称えられ、木姓を賜った、とある（同行の征南右副将軍沐英の沐姓にちなみ、氵を取って下賜された可能性はある）[5]。

また、民族的には
1. 古のチベット族には六大氏族があり、後には更に発展して十八個の支系となり、六氏族とは、色氏・木姓・董氏・東氏・惹氏・朱氏であり、氏族名を姓としたという（張聯芳主編『中国人的姓氏』(1992)）[1]。
2. 明清時代の雲南尋甸および麗江府のナシ族土司には均しく木姓を持っていたという（龔蔭の『明清雲南土司通纂』(1985)）[1]。
  1. また上について、ナシ族は元来、姓を持っていなかったが、土司の木姓は、ナシ語で官を木瓜と称するから、それで姓にするという（胡耐安『西南辺疆民族概述』(1976)）[1]。
3. 回族の姓でもあり（李仁「回族姓氏初探」『回族研究』(1993)）、主に経典（クルアーン）中の名前から最初の音節を取るといい、陝西の咸陽では回族の木姓の集住地ができているという（魏徳新『中国回族姓氏遡源』(1999)）[1]。
  1. また沐姓が改められたもの。雲南の保山の回族の木氏は、明の将軍沐英の後裔であるという（雲南人民出版社編輯組『雲南少数民族』(1983)）[1]。
4. トーロン族の姓である木戛暴氏は、漢姓が木である（張聯芳主編『中国人的姓氏』(1992)）[1]。
5. リス族の蕎氏族は、漢姓に木氏を持つという（雲南人民出版社編輯組『傈僳族簡史』(1983)、西南民族学院図書館『雲南傈僳族及貢山福貢社会調査報告』(1986)）[1]。
6. チンポー族の姓である木途氏は、漢姓が木である（徐桂珍「景頗族的姓氏和名字」『民族研究』(1981)）[1]。
7. ペー族（張錫禄「白族姓名初探」『民族学研究』(1983)、詹承緒「略論勒墨人社会発展」『民族学研究』(1983)）・蒙古族・トンシャン族（袁義達『中華姓氏大辞典』(1997)）などの民族にも均しくこの姓がある[1]。

既存の姓氏の変化によって生じたものとして、今日、穆姓を俗に木姓と書くことがあるという。

### 郡望
- 呉興[1]

### 分布
分布はやや広く、全国人口の約0.013％を占める。山東・貴州2省にはこの姓が多く、全国の木姓人口の約86％を占める。

### 著名な人物
- 木仁 - 漢の時の人、『印藪』に見える[1]
- 木華 - 晋の時の人、太尉楊駿の主簿[1]
- 木得 - 明代の麗江の土司

## 朝鮮の姓
木（ぼく、モク、朝: 목）は、百済の大姓八族の一つであるが、百済滅亡後の詳細は不明。一説に、新羅による統一後の統治体制確立のための粛正・滅族の難を逃れるために睦姓に改めたとも言われる。
ただし、当時の木氏が、歴史的に今日で言う所の姓氏や漢姓にあたる概念であったかどうかは不明。

### 著名な人物
- 木羅斤資 - 百済の将軍。百済の伽耶への侵出および倭国の侵入撃退に指揮を振るった。
- 木満致 - 『百済記』や『日本書紀』に伝わる5世紀頃の百済の官人。百済の将軍木羅斤資の子。若くして即位した久尓辛王の摂政として百済の国政を握ったという。
- 木干那 - 百済の東城王代の将軍。